# Hingstepeira folisecens
Hingstepeira folisecens är en spindelart som först beskrevs av Richard Hingston 1932.  Hingstepeira folisecens ingår i släktet Hingstepeira och familjen hjulspindlar. Inga underarter finns listade i Catalogue of Life.